# Детский лагерь
Детский лагерь — организация отдыха детей и оздоровления, в которую направляются дети в период каникул или иной период, предусмотренный режимом функционирования организации.
Среди видов детских лагерей есть музыкальные, художественные, спортивные, или образовательные лагеря, лагеря с углублённым изучением определенной науки или со специальной программой для снижения веса, лагеря для подростков с воспитанием лидерских качеств. Есть также летние лагеря с религиозной направленностью и политически ориентированные (например, лагеря с патриотическим воспитанием).
Детские лагеря рассчитаны на разный возраст: от дошкольников до  молодых людей. Основная цель большинства лагерей — образовательное или культурное развитие. В условиях полной безопасности и благоприятной окружающей среды дети могут почувствовать себя взрослее и самостоятельней, чем дома.

## История
История первого детского летнего лагеря начинается в 1876 году в швейцарских Альпах. Пастор Герман Вальтер Бион открыл первый аналог современного детского лагеря, основной целью которого было духовное и физическое воспитание детей, а Библия послужила отличный базой для морального и интеллектуального развития детей. Следуя примеру Германа Биона, детские лагеря начали открываться во Франции, США и Англии.

Дом гигиенической колонии на Басандайском хуторе, начало XX века

Также исследователи отмечают, что ещё в конце 19 века на территории России существовали детские оздоровительные колонии, которые также работали по принципу смен. На летнее время, детей из наименее благополучных и неимущих семей вывозили в отдалённые села и деревни, где им помогали в оздоровлении, закалке, а также давали возможность наладить рацион питания. Первая официальная запись о подобной колонии датирована 1896 годом, когда совет «Томского Общества содействия физическому развитию», стремясь улучшить здоровье детей из слоёв наиболее нуждающегося населения. 6 июня в деревне Кисловой Томской губернии была официально открыта дачная «колония» на 9 детей обоего пола. Помимо физического труда, в колонии по часу в день занимались чтением и письмом под руководством учительницы. Вторая подобная колония была открыта в 1898 году и называлась «Басандайская». Она предполагала расположение 67 детей в пяти группах, одна из которых была специально создана для детей, больных туберкулёзом.
Первая официальная молодёжная организация зародилась в Англии в 1907 году с целью совершенствования модели подготовки допризывников. Герой англо-бурской войны генерал-майор лорд Роберт Стивенсон Смит Баден-Пауэлл летом 1907 года собрал группу из 20 мальчиков на острове Браунси в пролие Ла-Манш, где проводил занятия в форме игр и соревнований. Что интересно, данный лагерь, в отличие от большинства организаций того времени был доступен как для детей из привилегированных школ, так и для семей простых рабочих. Во время занятий дети обучались приёмам выживания в дикой местности, изучали растения, следы животных и птиц, а также оказывать первую помощь в экстремальных ситуациях. Спустя год генерал-майор выпустил книгу «Скаутинг для мальчиков», которая имела огромный успех по всей стране и привела к появлению многочисленных скаутских отрядов.
Основные атрибуты формы новой организации — галстук, отрядный флаг и знаменитый девиз «Будь готов!» придумал также полковник Баден-Пауэлл. Развивая идею разных «должностей» организации, он придумал «Старшего лидера» для каждого отряда (прототип «вожатого»), а также традицию подведения итогов дня у вечернего костра.
Спустя 2 года — в 1909 году книга Бадена-Пауэлла была переведена на русский язык и скаутское движение стало развиваться в России. Центральной фигурой в становлении этого движения стал полковник Олег Ивноваич Пантюхов, который не только читал переведённую книгу, но и лично встречался с основателем скаутского движения. Таким образом, первый скаутский костёр России был зажжён 30 апреля 1909 года в Павловском парке, неподалёку от Санкт-Петербурга.
Изначально движение скаутов было разработано и продвигалось исключительно среди мальчиков, как элемент ранней подготовки к несению военной службы. Но уже 12 марта 1912 года Джульетта Гордон Лоу основала первый отряд гёрлскаутов в Саванне (США, штат Джорджия).
После Октябрьской революции скаутское движение практически прекращает существование на территории России — в 1919 году на съезде Революционного Коммунистического Союза Молодёжи принято решение о роспуске скаутских отрядов. Однако, уже в 1921 году Надежда Константиновна Крупская предложила создать аналог, который будет «скаутским по форме и коммунистическим по содержанию». Спустя год 19 мая 1922 года была создана Всесоюзная пионерская организация имени В. И. Ленина.
16 июня 1925 года был основан всесоюзный детский центр «Артек». Первоначально, «Артек» задумывался как лагерь для детей, страдающих заболеваниями дыхательных путей. Инициатором его создания стал Зиновий Петрович Соловьев, руководитель Российского общества красного креста.
В Советском Союзе очень плотно занимались развитием детских лагерей как одним из элементов активного отдыха, а также продолжением воспитательной работы школы. Партия один за другим принимала постановления о поведении во время летнего отдыха, среди которых можно выделить следующие: «О пионерском движении», «О работе пионерской организации» (1932 год), «О работе среди детей в летнее время» (1937) и "Примерный план воспитательной работы в лагере и на оздоровительной площадке (1945). Постепенно, преобразовывалась и функция детских лагерей на территории СССР — изначально, основной упор был на физическом здоровье ребёнка, но позже в лагерях появляются образовательные занятия, а также программы стали включать предметы, посвящённые изящным искусствам, ремёслам, танцам и музыке. После Артека, начали открываться другие летние лагеря по всей территории Советского Союза.
В 70-х годах, активное развитие получили профильные лагеря, деятельность которых подчинялась дидактической задаче закрепления на практике учебных знаний и умений, которые были получены детьми в процессе школьного обучения (лагеря юных археологов, техников, физиков и т. д.).

## Детские лагеря в современной России
В 2014 году Департамент культуры города Москвы и ГАУК «Мосгортур» выступили с инициативой по созданию единого стандарта детского отдыха, который бы регламентировал требования к детским лагерям в Москве и Московской области. Проект получил поддержку правительства Москвы и был реализован в виде краудсорсингового сбора мнений жителей Москвы. Московский стандарт детского отдыха был утверждён в феврале 2015 года на заседании президиума правительства Москвы.
В конце 2015 года была представлена инициатива по созданию единого рейтинга детских загородных детских лагерей. Над созданием рейтинга работали представители Департамента культуры города Москвы, Мосгортур, Высшая школа экономики, Агентство стратегических инициатив по продвижению новых проектов и ИД «Коммерсантъ». Первая версия рейтинга была представлена весной 2016 года и включила более 800 учреждений отдыха.

## Классификация

### По типам организаций отдыха детей и их оздоровления
- Стационарная организация отдыха и оздоровления детей (осуществляющая деятельность на основании заключения по СанПиН 2.4.4.3155-13);
- Детский санаторий (осуществляющий деятельность на основании заключения по СанПиН 2.4.2.2843-11);
- Лагерь палаточного типа (осуществляющий деятельность на основании заключения по СанПиН 2.4.4.3048-13);
- Лагерь труда и отдыха (осуществляющий деятельность на основании заключения по СанПиН 2.4.2.2842-11);
- Городской лагерь с дневным пребыванием детей (осуществляющий деятельность на основании заключения по СанПиН 2.4.4.2599-10).

### По периоду функционирования
- круглогодичные организации отдыха детей и их оздоровления;
- сезонные организации отдыха детей и их оздоровления.

### По содержанию программы
- спортивные лагеря;
- туристические лагеря;
- эколого-биологические лагеря;
- творческие лагеря;
- историко-патриотические лагеря;
- технические лагеря;
- краеведческие;
- языковые;
- ролевые лагеря;
- детские лагеря для взрослых.

## Размещение
Законодательно типы размещения не определены.
В настоящий момент существуют множество разных типов размещения в организациях отдыха детей и их оздоровлении:
- по количеству мест: от 2-х до 12-ти местного размещения детей в одной комнате.
- по расположению санузлов: комнаты с удобством в номере, на блок, на этаж, в отдельно стоящем корпусе.

В некоторых лагерях очень часто проживание организуется в семьях местных жителей. Практически весь день дети находятся в дневном лагере, который предлагает учебную, спортивную и культурную программу, а спят в семьях местных жителей, где обычно бывают дети-ровесники. В России такой способ отдыха не слишком популярен, хотя изучение языка при таком способе размещения наиболее эффективно.
Например, размещение в некоторых лагерях России следующее:
«Артек» — от 3 до 12 человек в комнате, удобства на этаже/на блок.
«Орленок» — от 4 до 14 человек в комнате, удобства в комнате/на этаже/на блок.

## Питание
В настоящее время существует 2 типа питания: порционное и тип «шведский стол».
Количество приемов пищи в детских лагерях не может быть менее 4-х раз в сутки. Рекомендуемое количество раз приемов пищи: 5 раз (перерыв между приемами пищи не более 4-х часов).

## Вожатский состав
Следует узнать, где администрация лагеря набирает себе вожатский коллектив, есть несколько способов:
- Стандартный — наиболее распространённый, лагерь заключает договоры с различными педагогическими училищами для принятия у себя на период смены студентов-практикантов, и работа в лагере им засчитывается как практика. Вожатые могут собираться до смены, а могут прибыть сразу в первый день и начать работать. В данном случае, никто не сможет Вам гарантировать, какие люди будут нести ответственность за Ваших детей. Практиканты бывают разные, и даже администрация понимает, кто есть кто только на смене.
- Педагогические отряды — это студенческие организации при вузах города, а также члены Российских студенческих отрядов.
- Постоянный штат. Пока достаточно редкий способ формирования вожатского коллектива. Его себе могут позволить либо коммерческие программы, либо лагеря постоянного действия. Штат из смены в смену один и тот же, есть возможность узнать о каждом вожатом, прочитать отзывы и т. д. Все вожатые от смены к смене проходят ряд образовательных семинаров и профессионально занимаются работой воспитателя в лагерях. Иногда к постоянному составу примыкают также приглашенные вожатые из педотрядов и вожатые-временники, приезжающие поработать на 1-2 смены.